# (500239) 2012 JL25
(500239) 2012 JL25 es un asteroide perteneciente al cinturón de asteroides, descubierto el 28 de abril de 2012 por el equipo del Mount Lemmon Survey desde el Observatorio del Monte Lemmon, Arizona, Estados Unidos.

## Designación y nombre
Designado provisionalmente como 2012 JL25.

## Características orbitales
2012 JL25 está situado a una distancia media del Sol de 2,355 ua, pudiendo alejarse hasta 2,697 ua y acercarse hasta 2,013 ua. Su excentricidad es 0,145 y la inclinación orbital 2,732 grados. Emplea 1320,62 días en completar una órbita alrededor del Sol.

## Características físicas
La magnitud absoluta de 2012 JL25 es 17,6.